# Chvojkovy lomy

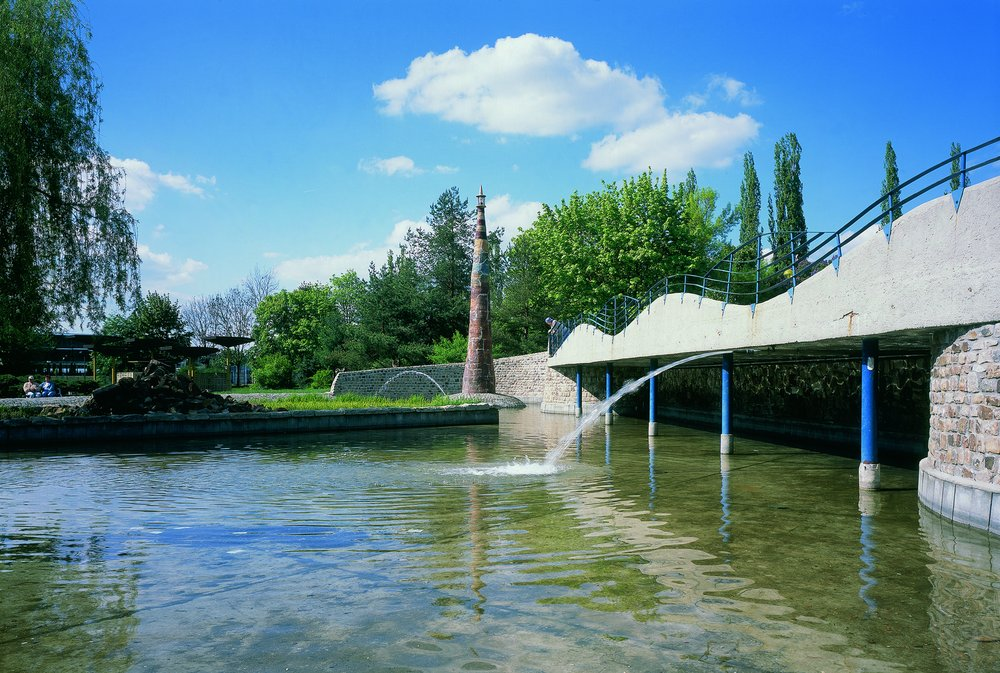
Chvojkovy sady

Chvojkovy lomy v Plzni na Slovanech sloužily k těžbě pískovce. Těžba dosáhla největšího rozmachu ve druhé polovině 19. století a na počátku 20. století. V 60. letech 20. století na části tohoto území vznikly Chvojkovy sady (oficiálním názvem park Přátelství), které slouží k relaxaci i pořádání menších kulturních akcí, v okrajových částech bývalých lomů se nachází také areál sportovního klubu TJ Lokomotiva Plzeň a plavecký bazén.

## Obří věž
Jednu z dominant Chvojkových lomů tvoří dnes „Obří věž – maják“, která je výsledkem tvůrčí činnosti Ivana Hostaši. Tuto keramickou sochu tvořil ve dnech 17. až 21. června 1996. Hostaša při svém díle spolupracoval i s dalšími keramiky Petrem Markem, Martinem Holanem a Vladem Krátkým. Umělci používali ke zhotovení majáku techniku točení na hrnčířském kruhu z keramické hlíny. Věž dosahuje výšky 9,71 metrů, získala světový rekord „Nejvyšší plastika z keramické hlíny“.[zdroj⁠?!]